# Garnat-sur-Engièvre
Garnat-sur-Engièvre és un municipi francès, situat al departament de l'Alier i a la regió d'Alvèrnia-Roine-Alps. L'any 2007 tenia 719 habitants.

## Demografia

### Població
El 2007 la població de fet de Garnat-sur-Engièvre era de 719 persones. Hi havia 304 famílies de les quals 80 eren unipersonals (36 homes vivint sols i 44 dones vivint soles), 92 parelles sense fills, 112 parelles amb fills i 20 famílies monoparentals amb fills.
La població ha evolucionat segons el següent gràfic:
Habitants censats

### Habitatges
El 2007 hi havia 364 habitatges, 305 eren l'habitatge principal de la família, 16 eren segones residències i 43 estaven desocupats. 351 eren cases i 13 eren apartaments. Dels 305 habitatges principals, 214 estaven ocupats pels seus propietaris, 84 estaven llogats i ocupats pels llogaters i 7 estaven cedits a títol gratuït; 2 tenien una cambra, 13 en tenien dues, 62 en tenien tres, 97 en tenien quatre i 131 en tenien cinc o més. 236 habitatges disposaven pel capbaix d'una plaça de pàrquing. A 112 habitatges hi havia un automòbil i a 150 n'hi havia dos o més.

### Piràmide de població
La piràmide de població per edats i sexe el 2009 era:
| Homes | Edats   | Dones |
| ----- | ------- | ----- |
| 0     | 95 o +  | 0     |
| 0     | 90 a 94 | 4     |
| 4     | 85 a 89 | 12    |
| 0     | 80 a 84 | 4     |
| 8     | 75 a 79 | 12    |
| 20    | 70 a 74 | 36    |
| 32    | 65 a 69 | 28    |
| 28    | 60 a 64 | 36    |
| 4     | 55 a 59 | 12    |
| 28    | 50 a 54 | 8     |
| 20    | 45 a 49 | 32    |
| 40    | 40 a 44 | 32    |
| 32    | 35 a 39 | 20    |
| 16    | 30 a 34 | 20    |
| 8     | 25 a 29 | 8     |
| 20    | 20 a 24 | 20    |
| 36    | 15 a 19 | 12    |
| 24    | 10 a 14 | 24    |
| 16    | 5 a 9   | 32    |
| 12    | 0 a 4   | 12    |

## Economia
El 2007 la població en edat de treballar era de 438 persones, 326 eren actives i 112 eren inactives. De les 326 persones actives 303 estaven ocupades (174 homes i 129 dones) i 23 estaven aturades (7 homes i 16 dones). De les 112 persones inactives 48 estaven jubilades, 22 estaven estudiant i 42 estaven classificades com a «altres inactius».

### Ingressos
El 2009 a Garnat-sur-Engièvre hi havia 310 unitats fiscals que integraven 731 persones, la mediana anual d'ingressos fiscals per persona era de 17.356 €.

### Activitats econòmiques
Dels 20 establiments que hi havia el 2007, 1 era d'una empresa alimentària, 3 d'empreses de construcció, 8 d'empreses de comerç i reparació d'automòbils, 1 d'una empresa de transport, 1 d'una empresa d'hostatgeria i restauració, 1 d'una empresa de serveis, 1 d'una entitat de l'administració pública i 4 d'empreses classificades com a «altres activitats de serveis».
Dels 10 establiments de servei als particulars que hi havia el 2009, 1 era una oficina de correu, 1 funerària, 2 tallers de reparació d'automòbils i de material agrícola, 1 autoescola, 2 paletes, 1 fusteria, 1 perruqueria i 1 restaurant.
Dels 5 establiments comercials que hi havia el 2009, 1 era una botiga de més de 120 m², 1 una fleca, 1 una carnisseria i 2 floristeries.
L'any 2000 a Garnat-sur-Engièvre hi havia 27 explotacions agrícoles que ocupaven un total de 1.650 hectàrees.

## Equipaments sanitaris i escolars
El 2009 hi havia una escola elemental.

## Poblacions més properes
El següent diagrama mostra les poblacions més properes.